# 光緒帝
光緒帝（こうしょてい、こうちょてい）は、清の第11代皇帝（在位：1875年 - 1908年）。諱は載湉（さいてん、湉はさんずいに恬）。廟号は徳宗（とくそう）。在世時の元号の光緒を取って光緒帝と呼ばれる。

## 生涯

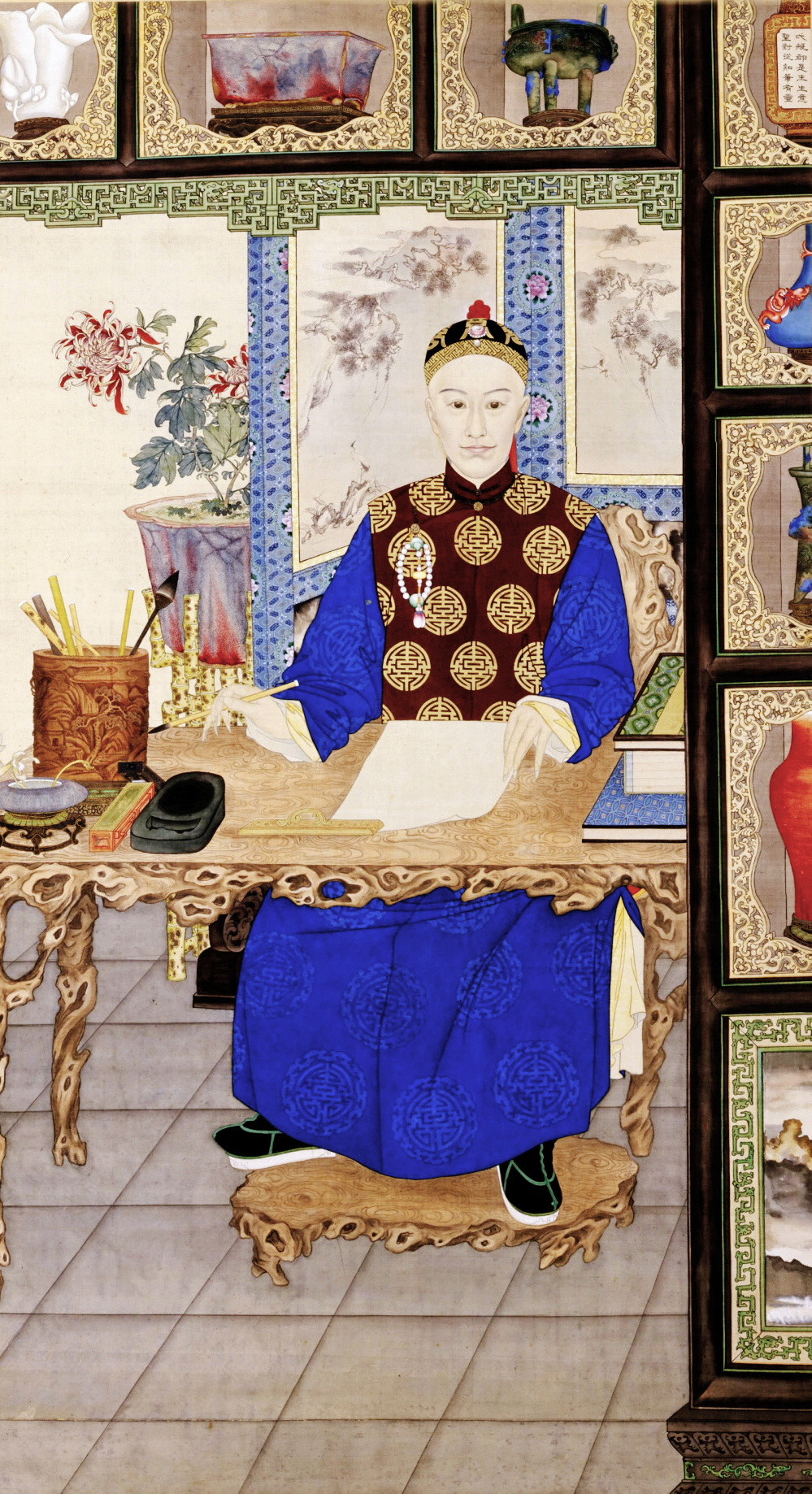
光緒帝の読書像

道光帝の第7子醇親王奕譞の第2子として生まれる（嫡子四人のうち、ただ一人成長した）。母は西太后の妹である。従兄の同治帝が早世した後に権力保持を狙う伯母の西太后によって擁立された。即位したのは3歳の時であり、実権は西太后が握り垂簾聴政が行われた。当初は東太后の教えより強い影響を受け（『翁同龢日記』）、伯父の恭親王奕訢も政権を担ったが、光緒7年（1881年）に東太后が急死（高官が不審視するもカルテ非公開）、光緒10年（1884年）に親政派の恭親王が開戦に反対していた越南（現ヴェトナム）での清仏戦争の敗戦の責任を西太后から転嫁され失脚させられると西太后が専権した。
同治帝の頃からあった清の衰退は光緒帝の治世でも続き、同治10年（1871年）の新疆で勃発したヤクブ・ベクの乱の最中に起こったロシアのイリ占拠、光緒元年（1875年）の日本による朝鮮の干渉（江華島事件）、光緒5年（1879年）の日本の琉球併合（琉球処分）、光緒11年（1885年）の清仏戦争によるヴェトナムへの影響力喪失などが挙げられる。それでも恭親王と親密な李鴻章・左宗棠らによる洋務運動で清の技術発展が進められ、新疆は光緒3年（1877年）までに左宗棠に平定され、光緒7年（1881年）のイリ条約でイリがロシアから返還された。朝鮮を巡る日本との外交も李鴻章が光緒8年（1882年）の壬午事変、光緒10年（1884年）の甲申政変を経て光緒11年の天津条約で朝鮮に足場を築き、ある程度は軍事力を持ち直した。
光緒帝は16歳になった光緒13年（1887年）に朝政を開始したが、西太后の監督下で政治を行う訓政という形で西太后の専権は継続、光緒15年（1889年）の結婚に伴い形式的には正式な親政を開始した。
親政により翁同龢・李鴻藻ら側近を光緒帝は抜擢した。光緒20年（1894年）の日清戦争敗北による李鴻章の淮軍・北洋艦隊壊滅、翌21年（1895年）の下関条約で明記された朝鮮への影響力喪失など、相次ぐ自国の不甲斐なさを光緒帝は嘆き、国勢回復を切望するようになった。それゆえ日清戦争後に李鴻章を罷免、康有為・梁啓超らによる変法運動への興味を強く持つようになり、西太后の傀儡から脱し、自らの親政により清の中興を成し遂げようと光緒24年（1898年）に体制の抜本的な改革を宣言した（戊戌の変法）。
しかし西太后と旧来の大官は西太后政治の継続を図り、西太后は当初未だ先のこととしてクーデターを準備していたが、変法派の一部もクーデターに対する先手を企図して西太后の幽閉を計画。変法派に同調していた袁世凱も西太后の寵臣栄禄の突然の訪問を受けて大勢を覚り、計画を栄禄に自白した。西太后はクーデターを起こして光緒帝を監禁し、変法派を弾圧した（戊戌の政変）。西太后は光緒帝の廃位を考え、光緒帝の従甥で自らの大甥でもある端郡王載漪の子の溥儁を大阿哥（皇太子）に立てたが、列強の反対にあい光緒帝の廃位は断念した（己亥建儲）。
義和団の乱が発生すると、最終的に西太后が列強国との開戦を決定したが、光緒帝は八カ国連合軍の侵攻を前にアメリカ大統領に国書を送って平和工作の斡旋を頼み、また各国公使を歴任し当時は京師大学堂管学（北京大学校長）の許景澄に大使館区の保護を列強国へ伝えるよう命じたが、西太后に阻止された。西太后に因る八カ国への宣戦布告後、許景澄は大使館攻撃等の国際法違反行為や勝ち目の無い無謀な戦争であることを諌める奏上を行い、西太后に因って処刑された。
光緒26年（1900年）、八カ国連合軍が北京に迫ると、西太后に連行され西安まで落ち延びた。フランス軍、ドイツ軍は各地で略奪や暴虐を繰返し横暴を極めたが、北京が陥落した際に軍紀が良かったのはアメリカ軍と故宮を守った日本軍であった。
レジナルド・ジョンストンは宦官から聞いた話によると、当時皇帝は、紫禁城を脱出しようと目論んだけれども、宮中の宦官に止められたという。その際に光緒帝の寵妃珍妃が西太后の命により井戸に投げ込まれて殺害された。西太后の復帰させた李鴻章と列強の交渉で翌27年（1901年）に辛丑和約を締結、事件の処分は直接首謀者だけに限られ、北京帰還後も実権は西太后が握り続けた。その後、西太后の主導で、かつての戊戌の変法の中から議院内閣制や立憲君主制を排除した、部分的な人事制度の変更に留まった光緒新政が展開されるが、光緒帝は西太后が死亡するまで終生に渡り幽閉されたまま殺害された。
光緒34年（1908年）10月21日に崩御。宝算37。翌日の22日に西太后も崩御。清西陵に陵墓がある。西太后の遺命で甥の溥儀が宣統帝として即位、実父で光緒帝の弟である醇親王載灃が摂政に就いたが、長年の西太后専権により清は3年後の宣統3年から4年（1911年 - 1912年）にかけて起こった辛亥革命で滅亡した。

## 死にまつわる謎

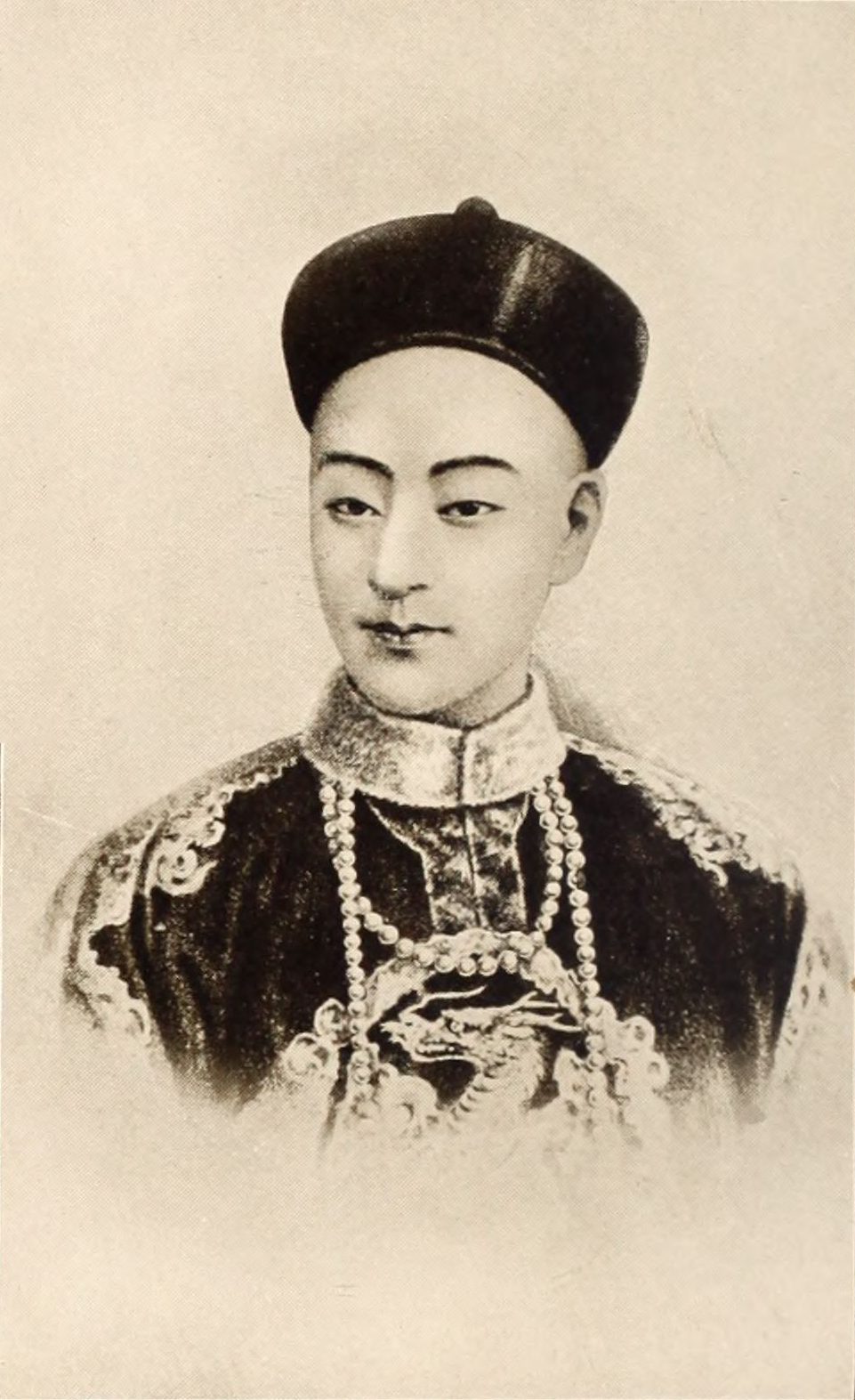
光緒帝の半身像の素描

死因については毒殺説と自然死説の両方が存在し、当時から砒素で毒殺されたという噂があった。
1980年の光緒帝の陵墓発掘の際の遺体調査では頸椎・毛髪いずれにも中毒の痕跡を見出せず外傷も存在しなかったこと、光緒帝に関するカルテ（急性ヒ素中毒の症状が全く見られないばかりかヒ素中毒と矛盾する症状が書かれているため、予め命令を受けていた御医が捏造したかあるいは後に改竄された物）および薬品の処方といった史料が現在も故宮に残されており、書籍も出版されていることなどから、病死の可能性が濃厚と考えられてきた。
しかしながら2003年より中国の国家清史編纂委員会、原子力科学研究院などから成るプロジェクトチームが結成され死因の調査を行った結果、2007年に頭髪に集中して通常の1000～2000倍の砒素が検出されたと報道され「これこそ一度に大量の砒素を投与された証拠だ」とし、再び砒素による毒殺の可能性がクローズアップされてきた。
その後も調査を進め光緒帝の遺髪や衣服などを調査した結果、致死量をはるかに上回る猛毒の三酸化二砒素が検出された。吐瀉物、遺骨が特に高濃度であった残留状況や文献記録などから慢性中毒ではないとして委員会は2008年、光緒帝の死因は急性胃腸性砒素中毒であり毒殺されたものと結論付けた。研究の成果は、編纂中の清史に反映される予定。
西太后が宦官、侍衛によって厳重に監視、軟禁していた光緒帝を、閉鎖空間であり厳重に警備された紫禁城内で毒殺した犯人については以下の説があり、真相は明らかになっていない。
西太后犯人説
『慈禧大伝』及び『崇陵伝信録』並びに『清稗類鈔』等が唱える。死去直前の西太后が毒殺を命じたという説。学者の一致した見解として犯行の最有力候補。西太后と光緒帝の死亡時間が近いのは、自分の死期を悟った西太后が、自分よりも光緒帝を長生きさせないために毒殺したと記している。
袁世凱犯人説
西太后が皇帝に任命した溥儀が自伝の『わが半生』で唱える。かつて戊戌変法で光緒帝を裏切った袁世凱にとって、西太后が死去して光緒帝が復権することは、自身への報復を意味していた。「西太后の死期が近いという情報を知った袁世凱が、宦官を利用し、先手を打って光緒帝を暗殺した、という論理であるが、学者の一致した見解として袁世凱による犯行は不可能。
李蓮英犯人説
西太后の寵臣であった徳齢の『瀛台泣血記』が唱える。長年西太后に仕えていた宦官の李蓮英が毒殺したという説。西太后の死去で自らの後ろ盾を失い、報復されるのを恐れて暗殺したという論理である。西太后に仕えていた徳齢が、西太后の威を借り横暴を究めていた李蓮英が、光緒帝の復権により報復を受けることを恐れて光緒帝を殺害したとしている。
その他毒殺説
『逸経』等にある、侍医が毒殺したという説など。

## 后妃
皇后が1人、側室が2人いたが、寵愛され懐妊した珍妃は妊娠3ヶ月の時に西太后から拷問を受け流産してしまったため、いずれの女性の間にも子供は生まれなかった。
- 孝定景皇后(hiyoošungga toktonggo ambalinggū hūwangheo)（同治7年（1868年） - 民国2年（1913年））。西太后の弟桂祥（グイシャン）の娘で、西太后の姪にあたる。選秀女に参加して入選し、1889年に光緒帝の皇后に立てられる。西太后と光緒帝が対立したため、光緒帝に疎まれ夫婦仲はよくなかったという。溥儀が宣統帝として即位すると嫡母となり、隆裕皇太后（wesihun elgiyen hūwang taiheo）と徽号される。辛亥革命では清朝内部で主戦派と和平派の論争が起きるが、最終的には隆裕皇太后が和平派に傾き、皇帝退位の決断をした。そのため民国時代には、古代に禅譲した帝王にたとえられ、「女の中の堯舜」と呼ばれた。1913年2月に死去した際には民国政府から国葬級の待遇を受け、大規模な国民哀悼会が開催された。また、棺を西陵に埋葬する際には、多くの民国政府の官僚が西陵まで参列した。諡号は孝定景皇后。西陵の崇陵に光緒帝とともに葬られている。隆裕の本名については西太后#西太后の名前についてを参照
- 温靖皇貴妃（同治13年（1874年） - 民国13年（1924年））：タタラ（Tatala、他他拉）氏の長叙の娘。妹とともに選秀女に参加して入選。瑾嬪となり後に瑾妃（gincihiyangga fei）に進む。妹珍妃が西太后の怒りにふれたため、一時期貴人に落とされるが、後に瑾妃に復帰。溥儀が即位すると皇考瑾貴妃と尊称された。民国年間には端康皇貴妃の徽号が送られた。いわゆる四太妃の1人。隆裕皇太后の死後は、実家が袁世凱に賄賂を贈ったために四太妃のなかで主導的地位につき、紫禁城の奥向きを取り仕切った。溥儀の『わが半生』によると、少年時代の溥儀の生活に干渉したため煙たい存在だったようだ。1924年死去。諡は温靖皇貴妃。
- 恪順皇貴妃（光緒2年（1876年） - 26年（1900年））：タタラ氏の長叙の娘で瑾妃の異母妹。姉とともに選秀女に参加して入選。珍嬪となり後に珍妃（ujengge fei）に進む。光緒帝に最も寵愛された。西太后の不満を買い、貴人に落とされるが、後に珍妃に復帰。戊戌政変では光緒帝に賛同し励ました為に再び西太后の不興を買い、紫禁城内の一室に幽閉される。義和団の乱で8ヶ国連合軍が北京を占領した際、西太后の命令に因り井戸に突き落とされて殺害された。翌年西太后らが北京に戻るとようやく井戸から引き上げられ、侍女の集団墓地に埋められた。西太后の死後、恪順皇貴妃の諡号が送られ、改めて陵墓に埋葬された。清朝の公式発表は、8ヶ国連合軍が迫り節を守るために自殺。改葬された珍妃の墓は姉の瑾妃と共に西陵の崇陵の妃園寝にある。

## 登場作品
映画
- 『真説 西太后』（中国、1987年）演：李棟
- 『李蓮英 清朝最後の宦官』（中国・香港、1990年）演：田少軍

テレビドラマ
- 『西太后の紫禁城』（中国、1998年）演：邱心志（チウ・シンジー）
- 『蒼穹の昴』（日本・中国、2010年）演：張博
- 『月に咲く花の如く』（中国、2017年）演：周瑞